# Seekirch

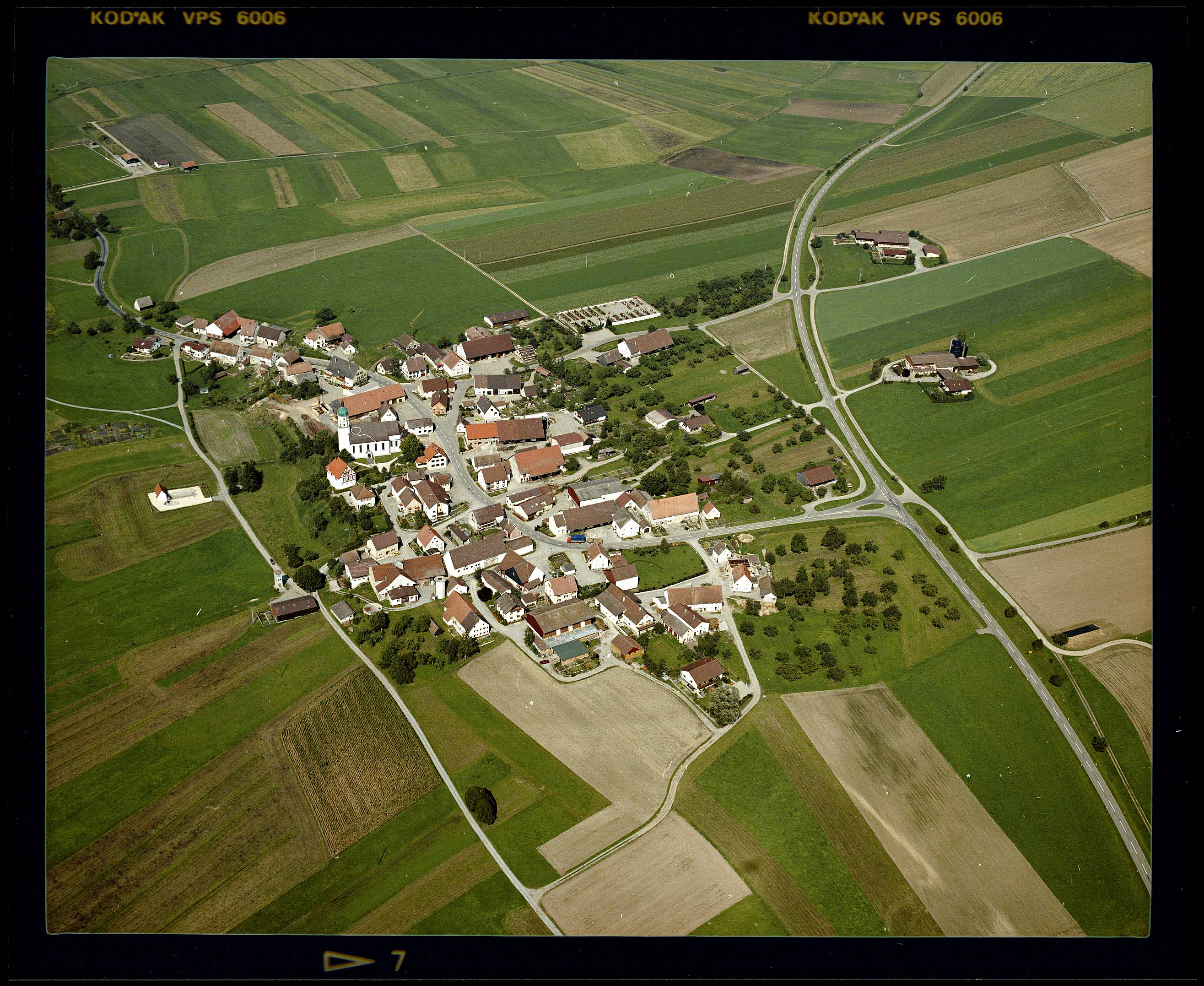
Luftbild von Seekirch (1983)

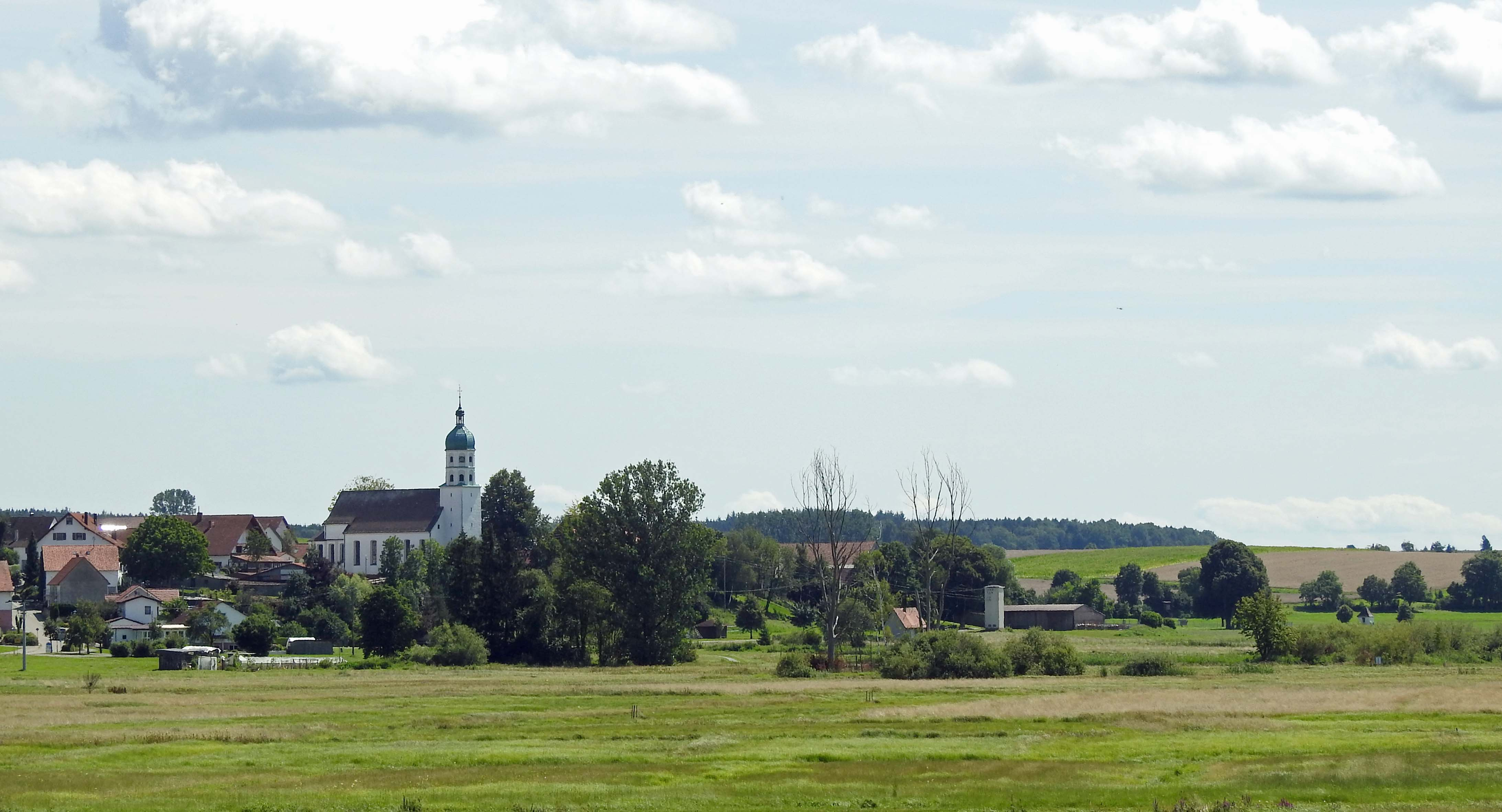
Seekirch von Nordwesten

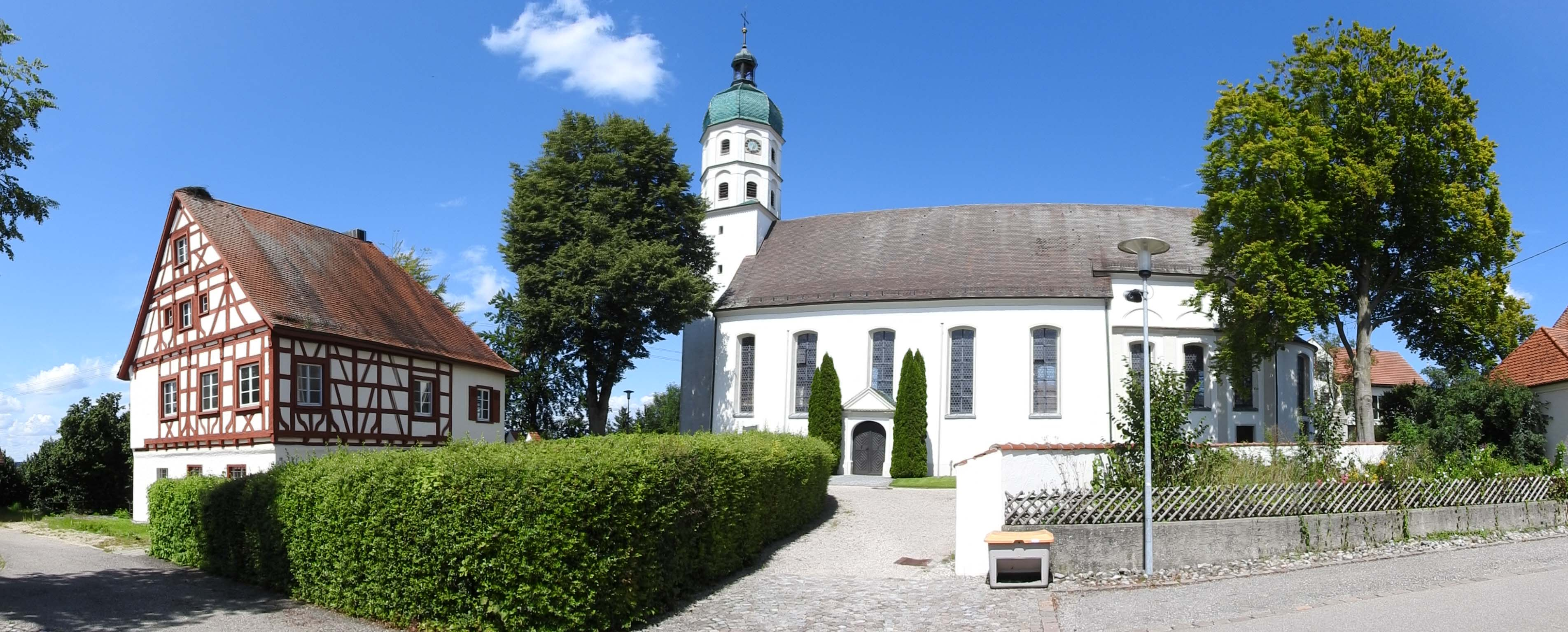
Pfarrhaus und Kirche in Seekirch

Seekirch ist eine kleine Gemeinde im Landkreis Biberach in Oberschwaben, direkt am Federsee gelegen.

## Geographie

### Nachbargemeinden
Von Westen beginnend grenzt Seekirch an die Gemeinden Alleshausen,  Uttenweiler, Tiefenbach und die Stadt Bad Buchau.

### Schutzgebiete
Das bedeutendste Schutzgut in Seekirch ist das Federseeried. Daher hat die Gemeinde Anteil an den beiden  Naturschutzgebieten Federsee und Nördliches Federseeried, die gleichzeitig Bestandteile des FFH-Gebiets Federsee und Blinder See bei Kanzach und des Vogelschutzgebiets Federseeried sind. Zudem hat Seekirch Anteil am Landschaftsschutzgebiet Rain mit Hecken.

## Geschichte

### Vorgeschichte
Der 2012 gefundene Einbaum von Seekirch stammt aus der Jungsteinzeit.

### Mittelalter
Seekirch wurde erstmals 805 urkundlich erwähnt. 1373 sind die Herren von Seekirch genannt, die die Burg Seekirch erbauten.

### Die Krenkinger im Spätmittelalter
Der Pfarrer und Heimatforscher Johann Evangelist Schöttle, der seinen Lebensabend in Seekirch verbrachte, weist in seinen Schriften zur Geschichte des Klettgaus darauf hin, dass die Krenkinger als ein Dynastengeschlecht in Seekirch am Federsee eigene Ministerialen einsetzten. Urkunden des Klosters Marchtal würden das über einen Zeitraum von 100 Jahren belegen.
Die Krenkinger besaßen in Seekirch Burg- und Burggesäß, im Jahr 1373 confimirt Johann von Krenkingen als Lehenherr die Widerlegung Heinrichs von  Pflummern für die Heimsteuer und Morgengabe seiner Hausfrau Ursula Grätterin (von Stafflangen) mit der Burg zu Seekirch zu 500 Pfund gelber Heller. 1390 verkauft Johann von Krenkingen als Lehnsherr den Widumhof da die Kirche und der Kirchensatz ingehörendt mit Iren zugehörden, kleinen und grossen zehenden, der von mir undt allen minen vordran Lehen gewesen ist und den Kirchensatz der kirchen ze Sitzkirch, dem Dorf am Buchoer See gelegen  gegen den Widemhof, die Kirchen und den Kirchensatz des Dorfs Nüffra wie sie Ludwig von Hornstein und seine Vorfahren bisher innegehabt. Gegeben am Montag nach St. Margretentag 1390, gesiegelt von Diethalmen Schiltar von Konstanz und Cunradt von Marzburg, Bürger zu Prag.

### Spätmittelalter und frühe Neuzeit
Seit dem Beginn des 15. Jahrhunderts bis zur Säkularisation am Beginn des 19. Jahrhunderts gehörte der Ort zum Kloster Obermarchtal. Seekirch kam 1806 unter die Landeshoheit des Königreichs Württemberg.

### Verwaltungsgeschichte
Nach einer kurzen Übergangsphase beim Oberamt Zwiefalten von 1806 bis 1810 fiel die Gemeinde dem Oberamt Riedlingen zu, bei dem sie für mehr als ein Jahrhundert blieb. Bei der Verwaltungsreform während der NS-Zeit in Württemberg kam der Ort 1938 zum Landkreis Saulgau. Im Jahre 1945 wurde die Gemeinde Teil der Französischen Besatzungszone und gelangte somit zum Nachkriegsland Württemberg-Hohenzollern, welches 1952 im Bundesland Baden-Württemberg aufging. Seit der Kreisreform von 1973 ist Seekirch Teil des Landkreises Biberach. Wie acht weitere Gemeinden trat auch Seekirch dem Gemeindeverwaltungsverband Bad Buchau bei.

### Statistik
Seekirch ist an der Einwohnerzahl gemessen eine der kleinsten und von der Altersstruktur her gesehen eine der jüngsten Gemeinden im Landkreis Biberach.

### Religion
Seekirch ist römisch-katholisch geprägt und Sitz der Pfarrgemeinde Mariä Himmelfahrt. Diese gehört zur Seelsorgeeinheit Federsee im Dekanat Biberach der Diözese Rottenburg-Stuttgart.

## Politik

### Gemeinderat
Der Gemeinderat in Seekirch besteht aus den acht ehrenamtlichen Gemeinderäten und dem Bürgermeister als Vorsitzendem. Der Bürgermeister ist im Gemeinderat stimmberechtigt. Bei der Kommunalwahl am 9. Juni 2024 wurde der Gemeinderat durch Mehrheitswahl gewählt. Mehrheitswahl findet statt, wenn kein oder nur ein Wahlvorschlag eingereicht wurde. Die Bewerber mit den höchsten Stimmenzahlen sind dann gewählt. Die Wahlbeteiligung betrug 75,0 % (2019: 65,7 %).

### Bürgermeister
Im Dezember 2011 wurde Stefan Koch mit 100 % der Stimmen zum Nachfolger von Anton Daiber gewählt. Koch trat sein Amt im Januar 2012 an.
Die Gemeinde unterhält gemeinsam mit der Gemeinde Alleshausen eine Grundschule in Alleshausen.

### Wappen
| Wappen der Gemeinde Seekirch | Blasonierung: „In Gold (Gelb) über blauem Wellenschildfuß eine rote Kirche mit rechtsstehendem Zwiebelturm.“ |
| Wappen der Gemeinde Seekirch | Wappenbegründung: Die Kirche und der Wellenschildfuß, letzterer als das heraldische Kürzel für den Begriff „See“ und somit auch für den früher bis hierher reichenden Federsee, machen das Wappen redend. Es wurde vom Landratsamt Biberach am 24. Februar 1982 zusammen mit der Flagge verliehen. |

## Infrastruktur

### Verkehr
Durch Seekirch führt als Landes-Radfernweg der Oberschwaben-Allgäu-Radweg. Er ist eine Rundstrecke über Ulm und Tettnang und verläuft dabei von Moosburg über Bad Buchau, Oggelshausen und Tiefenbach nach Seekirch und weiter nach Alleshausen, einmal fast um den Federsee herum. Weiter führt er nach Offingen (Gemeinde Uttenweiler) am Berg Bussen.

## Bauwerke
- Kirche St. Mariae Himmelfahrt
- Forum Seekirch

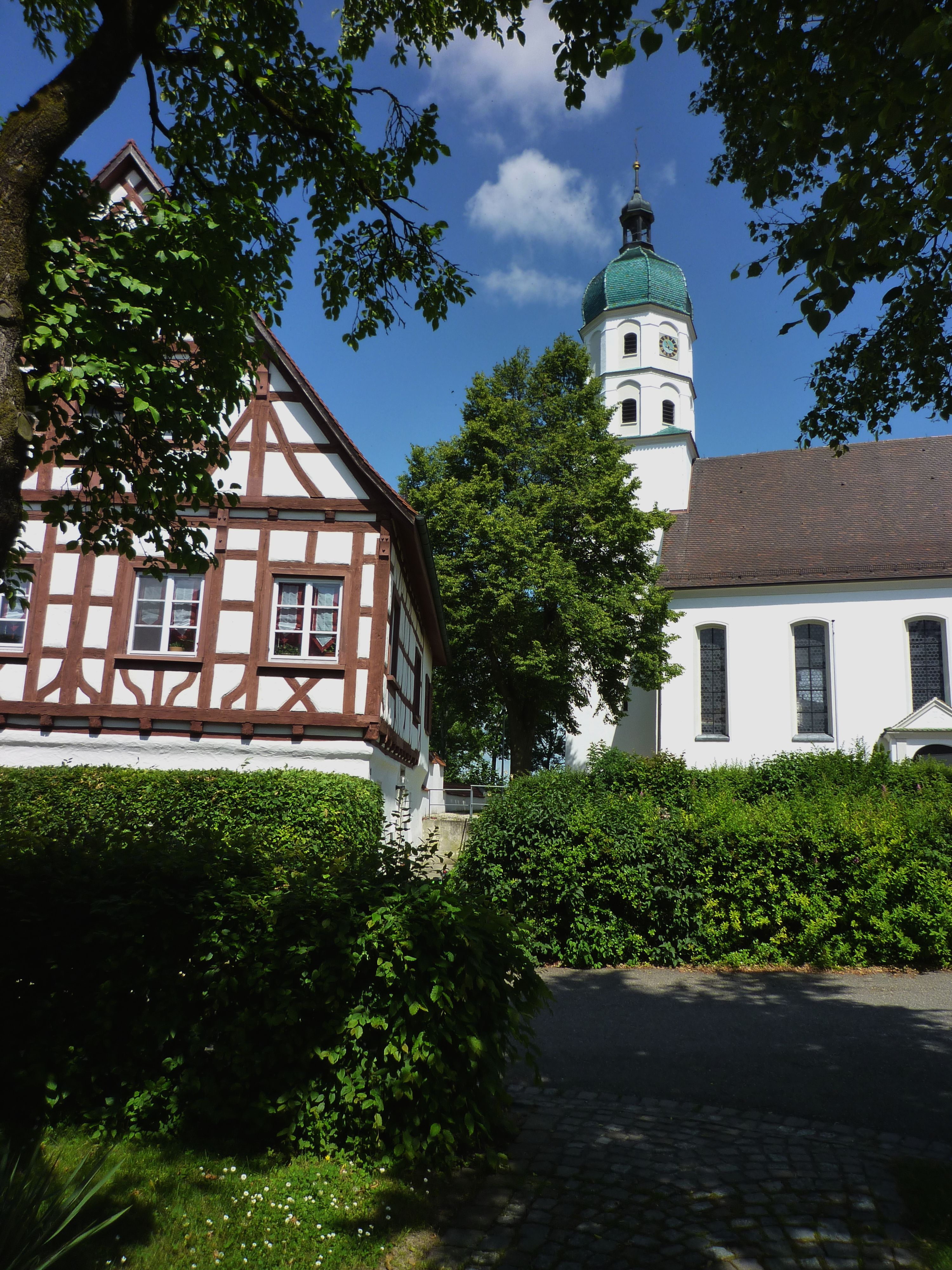
Katholische Kirche
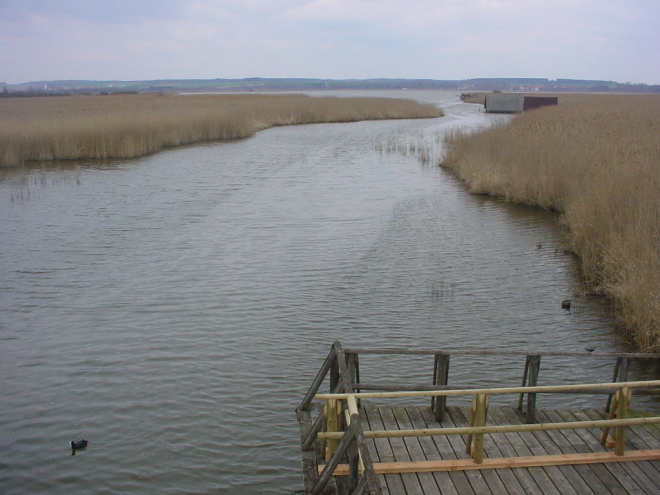
Blick auf den Federsee, mit 3300 ha das größte Moor in Südwestdeutschland